# Тюльпан Борщова
Тюльпа́н Борщо́ва (лат. Tūlipa borszczōwii) — вид многолетних луковичных травянистых растений из рода Тюльпан семейства Лилейные. Эндемик Приаралья. Занесён в Красную книгу Казахстана.
Вид назван в честь российского ботаника Ильи Григорьевича Борщова.

## Распространение и экология
Ареал: Восточное Приаралье — Кызылординская область Казахстана, включая Приаральские Каракумы и Северные Кызылкумы. На востоке доходит до низовий реки Сарысу и окраины пустыни Бетпак-Дала (Туркестанская область). Эндемичный вид.
Экология: в естественных условиях произрастает в песчаных и глинисто-песчаных пустынях Приаралья.
Фенология: цветёт во второй половине апреля (иногда в начале апреля). Длительность периода цветения 10—15 дней. Плодоносит в конце мая.

## Описание
Имеет сходства с видами тюльпан Бема (Tulipa behmiana) и тюльпан Лемана (Tulipa lehmanniana) по строению луковицы и общему габитусу. Но отличается не поникающим, а торчащим в бутоне цветоносом, листьями, превышающими или достигающими цветка, а также более короткой надземной частью, в полтора — два раза короче подземной.
Высота растения — 15—20 см. Имеет 3—4 листа. Листья сближенные, курчавые, сизо-зеленые, голые; нижний лист ланцетный, длиной до 15 см и шириной до 3 см.
Луковицы яйцевидные, толщиной 2—3 см. Имеет очень крепкую черно-коричневую кроющую чешую, которая с внутренней стороны опушена.
Высота цветка — до 6 см. Цветки одиночные, желтые, оранжевые или шарлахово-красные. Цветки имеют широкое дно, с желтым, оранжевым или оранжево-красным, с фиолетовым или лилово-коричневым пятном в центре, которое сильно просвечивает изнутри лепестков и хорошо заметно с обеих сторон. Края долей околоцветника отогнуты.
Внутренние листочки околоцветника (7,3 см дл., 4,6 см шир.) обратно-продолговато-дельтовидные, на вершине чуть-чуть округлые, над спинкой с выемкой, в которой расположен маленький зубчик, оранжево-красного цвета, который к ноготку слабеет, у пятна почти оранжевые. До высоты 1,9 см от основания лежит во всю ширину листочка лилово-коричневое, неправильно ромбическое пятно.
Тычиночные нити почти черные, иногда с красной верхушкой, пыльники фиолетовые или желтые.
Нити голые, черно-фиолетовые, у основания светлеющие (1,1 см дл.), к основанию расширены (0,2 см шир.), на вершине заостренные. Пыльники также черно-фиолетовые, продолговатые (0,8 см дл.), до-больно узкие (0,3 см шир.).
Завязь ровная по всей длине, голубовато-зеленая (2,2 см дл., 0,5 см шир.). Рыльце светло-зеленовато-желтоватое, шире завязи. Верхняя часть плодолистиков под рыльцем ярко-зеленая.
Плод — тупо округлая коробочка до 4,5 см длиной и 2 см шириной, количество нормально развитых семян до 227. Размножение семенное, редко вегетативное.

## Применение
Впервые описан в 1868 году Эдуардом Регелем по сборам 1857 года российского ботаника Ильи Борщова в пустыне Приаральские Каракумы. В Санкт-Петербурге хранится гербарный образец, собранный мореплавателем Алексеем Бутаковым (который в период 1846—1849 года руководил экспедицией по обследованию Аральского моря) 26 апреля 1849 года в окрестностях укрепления Раим.
Впервые испытан в культуре в Петербургском ботаническом саду в 1868 году. Выращивался в Ташкенте советским ботаником Зинаидой Бочанцевой, привлекался луковицами. Данных о выращивании из семян нет.
Является высокодекоративным видом. Для культивации это сложный вид, в связи с этим необходима разработка особых приёмов возделывания. В селекции не используется.
Для их посадки лучше всего выбирать участки с сухой песчанистой почвой.

## Интересные факты
Тюльпан Борщова произрастает на территории космодрома Байконур. Это растение стало одним из символов космодрома, упоминается во многих статьях, книгах и фильмах о Байконуре. О тюльпанах Байконура харьковским поэтом Иваном Мирошниковым написано стихотворение, посвящённое второму космонавту Герману Титову. 

## Охрана
Занесён в Красную книгу Казахстана. Является одним из 278 видов сосудистых растений, находящихся под охраной в Барсакельмесском заповеднике.
Ответственность за незаконные добывание, приобретение, хранение, сбыт, ввоз, вывоз, пересылка, перевозка или уничтожение редких и находящихся под угрозой исчезновения видов растений наказываются штрафом в размере до трех тысяч месячных расчетных показателей  либо исправительными работами в том же размере, либо привлечением к общественным работам на срок до восьмисот часов, либо ограничением свободы на срок до трех лет, либо лишением свободы на тот же срок (ст. 339 УК РК).